# Filippinnötväcka
Filippinnötväcka (Sitta oenochlamys) är en fågel i familjen nötväckor inom ordningen tättingar. Som namnet avslöjar förekommer den i Filippinerna, dock ej i västra delarna. Arten minskar i antal, men beståndet anses ändå vara livskraftigt.

## Utseende
Filippinnötväckan är en liten till medelstor (12,5 cm) nötväcka. Den har gul näbb, gult öga och även en gul ögon ring. På huvudet syns svart framhjässa med hos hanen ett svart streck bakom ögat. Ovansidan är violblå med varierande lila ton och stjärten är blå. På nacken och övre delen av manteln syns en ljusare fläck. Undersidan är vit på hake och strupe, resterande del ljust kanelorange.

## Läte
Bland lätena hörs ett fylligt "chit" och ett tunnare "sit", ofta i serier. Den har även ett distinkt ljust och gnisstligt "snii" och ett mycket snabbt skallrande "t-r-r-r-r-r-r-it".

## Utbredning och systematik
Filippinnötväcka förekommer i Filippinerna och delas in i sex underarter med följande utbredning:
- Sitta oenochlamys mesoleuca – kordiljäran på nordvästra Luzon
- Sitta oenochlamys isarog – södra och mellersta Luzon
- Sitta oenochlamys oenochlamys – Cebu, Guimaras, Panay och Negros
- Sitta oenochlamys lilacea – Samar, Leyte och Biliran
- Sitta oenochlamys apo – östra Mindanao
- Sitta oenochlamys zamboanga – västra Mindanao, Basilan och östra Blood

### Släktskap
DNA-studier visar att filippinnötväckan bildar en grupp med rödnäbbad nötväcka (S. frontalius) och möjligen gulnäbbad nötväcka (S. solangiae). Dessa är systergrupp till blånötväckan (S. azurea).

## Levnadssätt
Filippinnötväckan hittas i tallskogar eller andra städsegröna skogar från låglänta områden upp till 2600 meter över havet, dock vanligare på högre höjd. Den livnär sig av insekter och spindlar. Fågeln ses enstaka, i par eller i smågrupper, ofta i artblandade flockar. Liksom andra nötväckor är den mycket aktiv. Fåglar i häckningstillstånd har setts i januari och från mars till maj. Häckning har konstaterats på Cebu i juni.

## Status och hot
Arten har ett stort utbredningsområde, men tros minska i antal, dock inte tillräckligt kraftigt för att den ska betraktas som hotad. Internationella naturvårdsunionen IUCN listar därför arten som livskraftig (LC).